# Qanāţir Isnā
Qanāţir Isnā är en dammbyggnad i Egypten.   Den ligger i guvernementet Qena, i den centrala delen av landet, 500 km söder om huvudstaden Kairo. Qanāţir Isnā ligger 83 meter över havet.
Terrängen runt Qanāţir Isnā är platt. Runt Qanāţir Isnā är det tätbefolkat, med 735 invånare per kvadratkilometer. Närmaste större samhälle är Esna, 2,9 km söder om Qanāţir Isnā. Trakten runt Qanāţir Isnā är ofruktbar med lite eller ingen växtlighet.